# Jerschan Sädenow

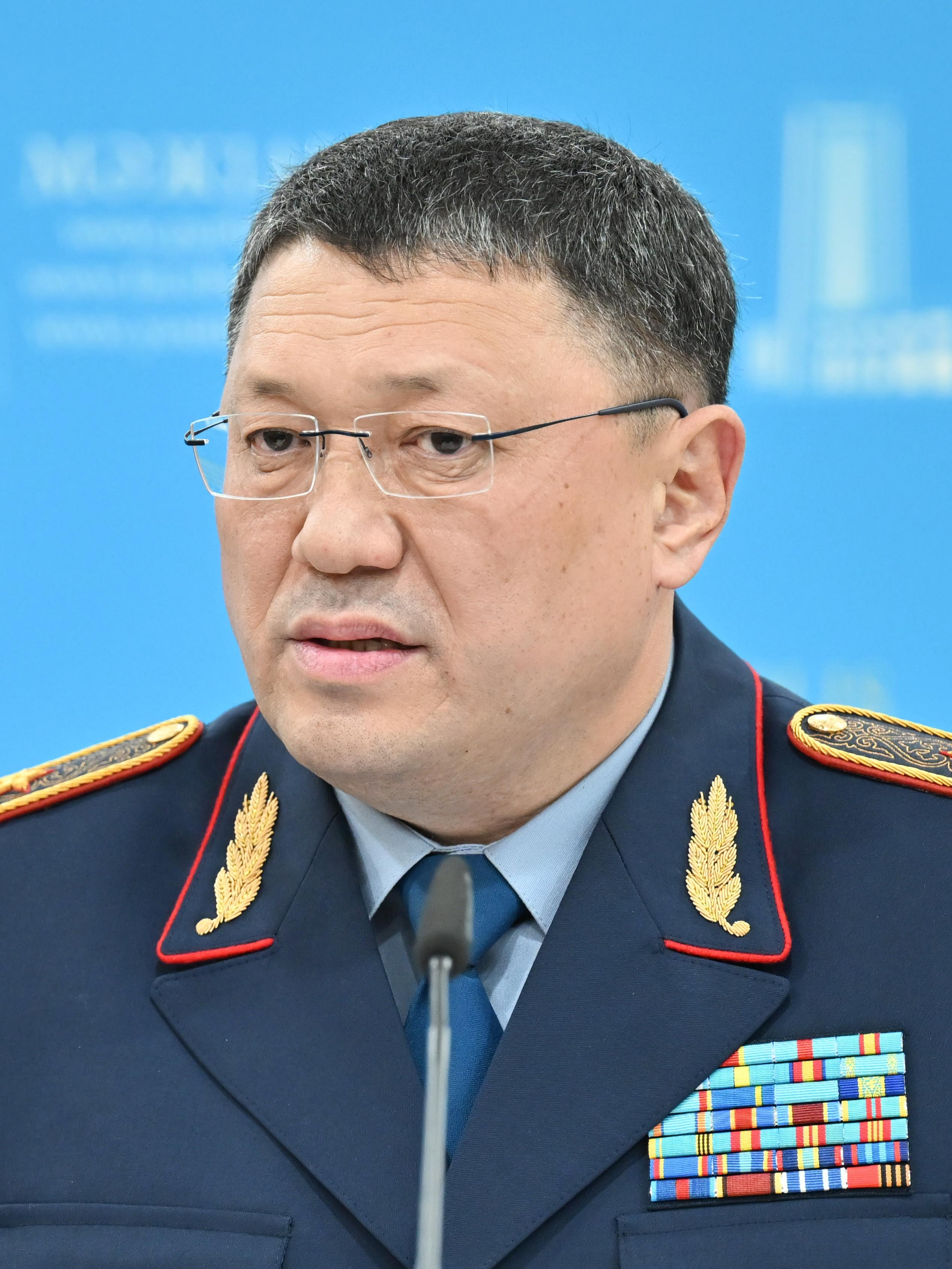
Jerschan Sädenow (2023)

Jerschan Saparbekuly Sädenow (kasachisch Ержан Сапарбекұлы Сәденов Erjan Saparbekūly Sädenov, russisch Ержан Сапарбекович Саденов Jerschan Saparbekowitsch Sadenow; * 24. Oktober 1968 in Kuigan, Kasachische SSR) ist ein kasachischer Polizeibeamter. Seit September 2023 ist er Innenminister Kasachstans.

## Leben
Sädenow wurde 1968 im Dorf Kuigan im heutigen Audan Kürschim in Ostkasachstan geboren. Er erlangte 1993 einen Abschluss an der Staatlichen Universität Ostkasachstan und 1998 einen Abschluss an der Höheren Schule des Nationalen Sicherheitskomitees der Republik Kasachstan.
Er begann seine berufliche Laufbahn in den Strafverfolgungsbehörden der Region Ostkasachstan. Ab 1993 war er in verschiedenen Positionen bei der kriminalpolizeilichen Abteilung der Behörde für innere Angelegenheiten von Ostkasachstan tätig. Von 1995 bis 1996 arbeitete er für die Behörde für innere Angelegenheiten der Stadt Öskemen. Von 1996 bis 1997 war er stellvertretender Leiter der Kriminalpolizeiabteilung von Serebrjansk und anschließend erneut bei der Behörde für innere Angelegenheiten der Region Ostkasachstan beschäftigt.
Von 2000 bis 2004 war er Leiter der Abteilung für innere Angelegenheiten des Audan Saissan, danach Leiter der Abteilung für innere Angelegenheiten des Audan Tarbaghatai, bevor er Leiter der Abteilung zur Bekämpfung des Drogenhandels in der Behörde für innere Angelegenheiten von Ostkasachstan wurde. Von 2008 bis 2009 war Leiter der Abteilung für interne Angelegenheiten der Stadt Ridder und anschließend für kurze Zeit Leiter der Abteilung für innere Angelegenheiten der Stadt Öskemen. Von 2009 bis 2013 war er erster stellvertretender Leiter der Abteilung für innere Angelegenheiten der Region Mangghystau im Westen des Landes. 2013 wechselte Sädenow in die kasachische Hauptstadt Astana, wo er Abteilungsleiter im kasachischen Innenministerium wurde. Am 3. Juni 2016 wurde er zum Leiter der Polizeibehörde des Gebietes Aqmola ernannt. Seit dem 24. April 2019 war er Leiter der Polizeibehörde von Astana, damals Nur-Sultan.
Am 26. Januar 2022 wurde Sädenow zum stellvertretenden Innenminister ernannt. Seit dem 2. September 2023 ist er Innenminister Kasachstans.